# Rue de l'Hôtel-Colbert
La rue de l'Hôtel-Colbert est une voie située dans le quartier de la Sorbonne du 5e arrondissement de Paris.

## Situation et accès
La rue de l'Hôtel-Colbert est desservie à proximité par la ligne 10 à la station Maubert - Mutualité.

## Origine du nom
La voie est ainsi appelée en raison de l'hôtel particulier que l'on suppose avoir appartenu à la famille du ministre Colbert. Selon l’écrivain Auguste Vitu, ni Colbert ni sa famille n’ont possédé d’hôtel dans cette rue. L’hôtel aurait appartenu à un magistrat qui l’aurait dénommé « Colbert » afin de bénéficier de sa renommée.

## Historique
Cette très ancienne rue est sise sur le clos Mauvoisin en 1202.
Elle s'appelle tout d'abord « rue d'Arras » en 1300, et elle est citée dans Le Dit des rues de Paris de Guillot de Paris sous la forme « rue d'Aras ». Le poème indique exactement : « Et l'autre en la rue d'Aras, Ou se nourrissent maint grant ras. »
Le plus ancien censier de l'abbaye Sainte-Geneviève indique le nom de « rue des Rats » en raison d'une enseigne.
Alors appelée « rue des Rats », elle formait l'une des limites du fief du Clos de Garlande.
En 1520, elle est toujours désignée sous ce nom, puis comme « rue des Petits-Degrés » entre 1680 et 1830 dans sa partie nord vers la Seine.
Elle est citée sous le nom de « rue des Ratz » dans un manuscrit de 1636.
Elle est toutefois référencée, en 1812, dans l'ouvrage de Jean de La Tynna  sous le nom de « rue des Rats-Place-Maubert ». Cet ouvrage indique également : « La rue des Petits-Degrés était située autrefois en face de la rue des Rats. C'était une descente de la rue de la Bûcherie à la rivière; elle est maintenant bouchée. »
Elle devient le 28 décembre 1829, la « rue de l'Hôtel-Colbert » dans sa totalité par suite des protestations des habitants de la partie sud de la rue toujours appelée « rue des Rats » et prend le nom d'un simple hôtel meublé, situé à l'angle de la rue des Trois-Portes. Ce bâtiment n'est pas à confondre avec l'ancien hôtel particulier des Isalis, situé au n°20, dit à tort de Colbert.
Au XIXe siècle, cette rue qui commençait à la Seine traversait la rue de la Bûcherie et finissait rue Galande, était située dans l'ancien 12e arrondissement de Paris.
Les numéros de la rue étaient noirs. Le dernier numéro impair était le no 13 et le dernier numéro pair était le no 18.
En 1888-1889, la rue va perdre 30 mètres de longueur du côté de son débouché sur la rue Galande lors du percement de la rue Monge prolongée (devenue rue Lagrange).

## Bâtiments remarquables et lieux de mémoire
- Au no 5-7 se trouve la maison dite aujourd'hui hôtel Colbert, faisant angle avec le no 11  de la rue de la Bûcherie, et classé aux monuments historiques depuis 1957[9]. Le bâtiment a accueilli la bibliothèque russe Tourguenev à partir de 1938. Les Nazis ont spolié cette institution de ses collections et elle n'a pas récupéré ces locaux au sortir de la Guerre[10].
- Au no 20 (ancien no 14) se trouvait l’ancien hôtel des Isalis, dit à tort de Colbert : construit par Goret de Saint-Martin en 1650 et ayant appartenu avant la Révolution à la famille des Isalis[5], ensuite démoli[1] à la fin du XIXe siècle du fait du percement de la rue Lagrange[5].
- une maison au riche décor qui fut détruite en 1889. Il était orné de bas-reliefs sculptés à l’antique par Thibault Poissant représentant Apollon et les neuf Muses, placés dans les panneaux entre les croisées de la cour[11].  On se ne sait malheureusement que peu de choses de cet hôtel.
- Une plaque commémorative souligne que Simone de Beauvoir a écrit le Le Deuxième Sexe à cet endroit.
- Au nord du n°12: sur le mur du bâtiment de l’ancienne école de médecine situé au 15 rue de la Bûcherie, subsiste l’inscription : Rue des Rats. Ce bâtiment a été régulièrement confondu, au XX siècle, avec l'ancien hôtel des Isalis, sous l'appellation "ancien hôtel de Colbert"[12].

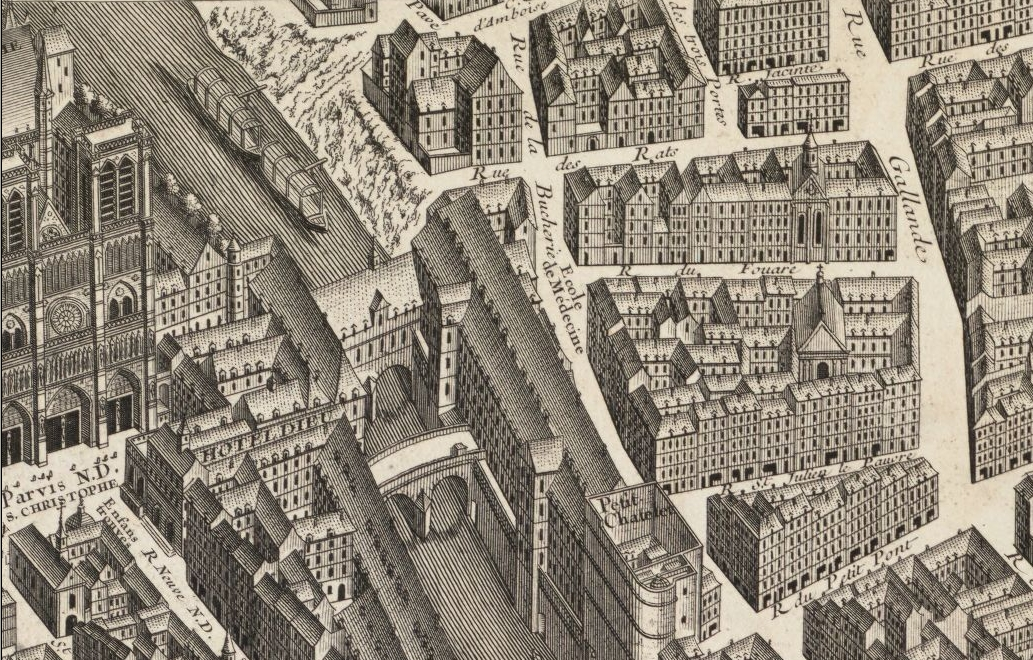
La rue des Rats, sur le plan de Turgot, en 1739.
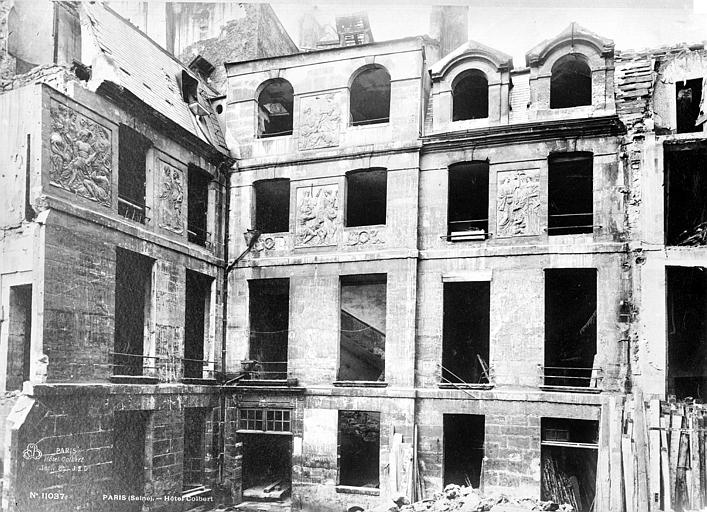
Vue de la cour de l'ancien hôtel des Isalis, dit de Colbert, en cours de démolition, avec les bas-reliefs de Poissant encore en place.
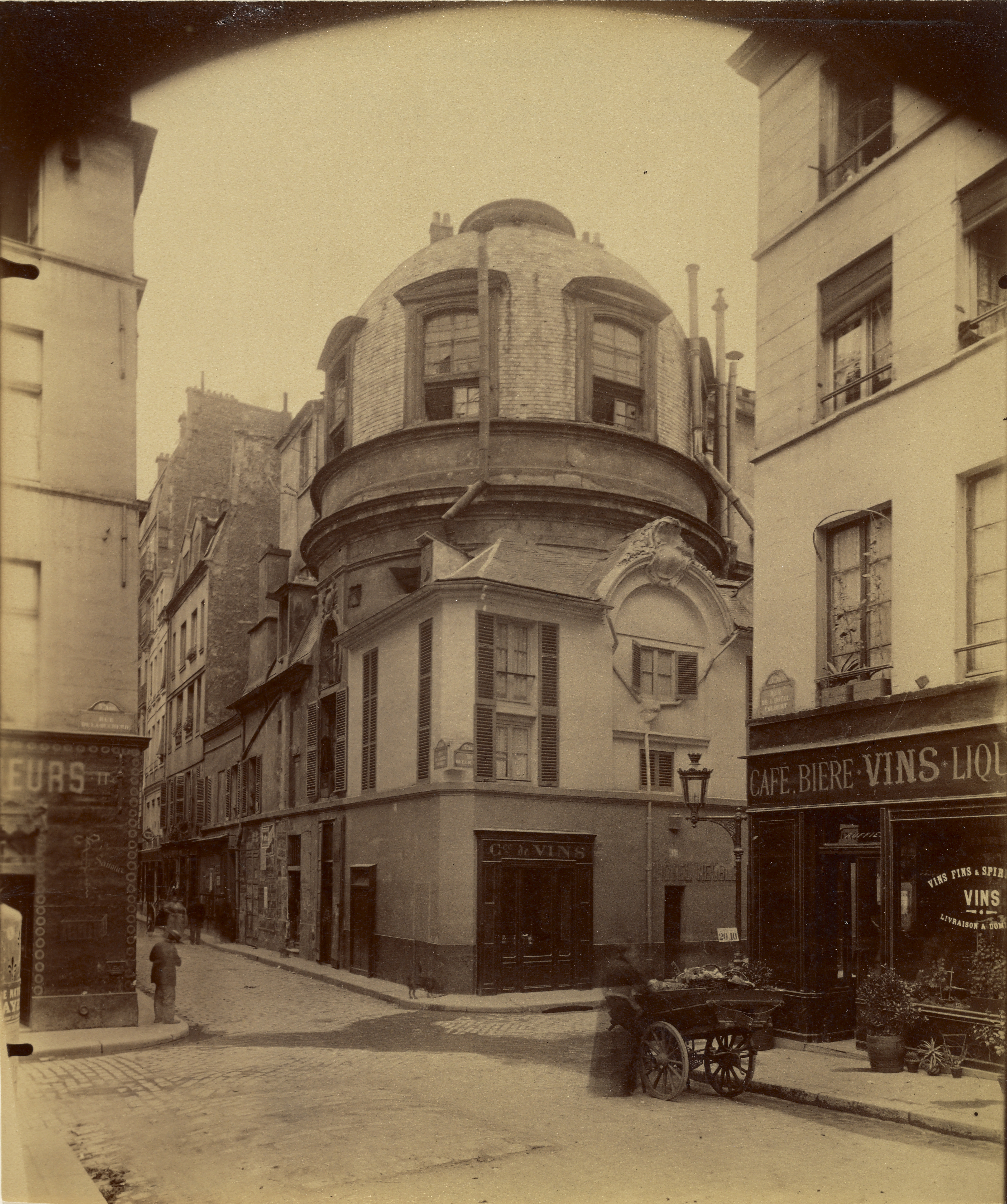
Amphithéâtre Winslow de l'ancienne faculté de médecine de Paris en 1898.
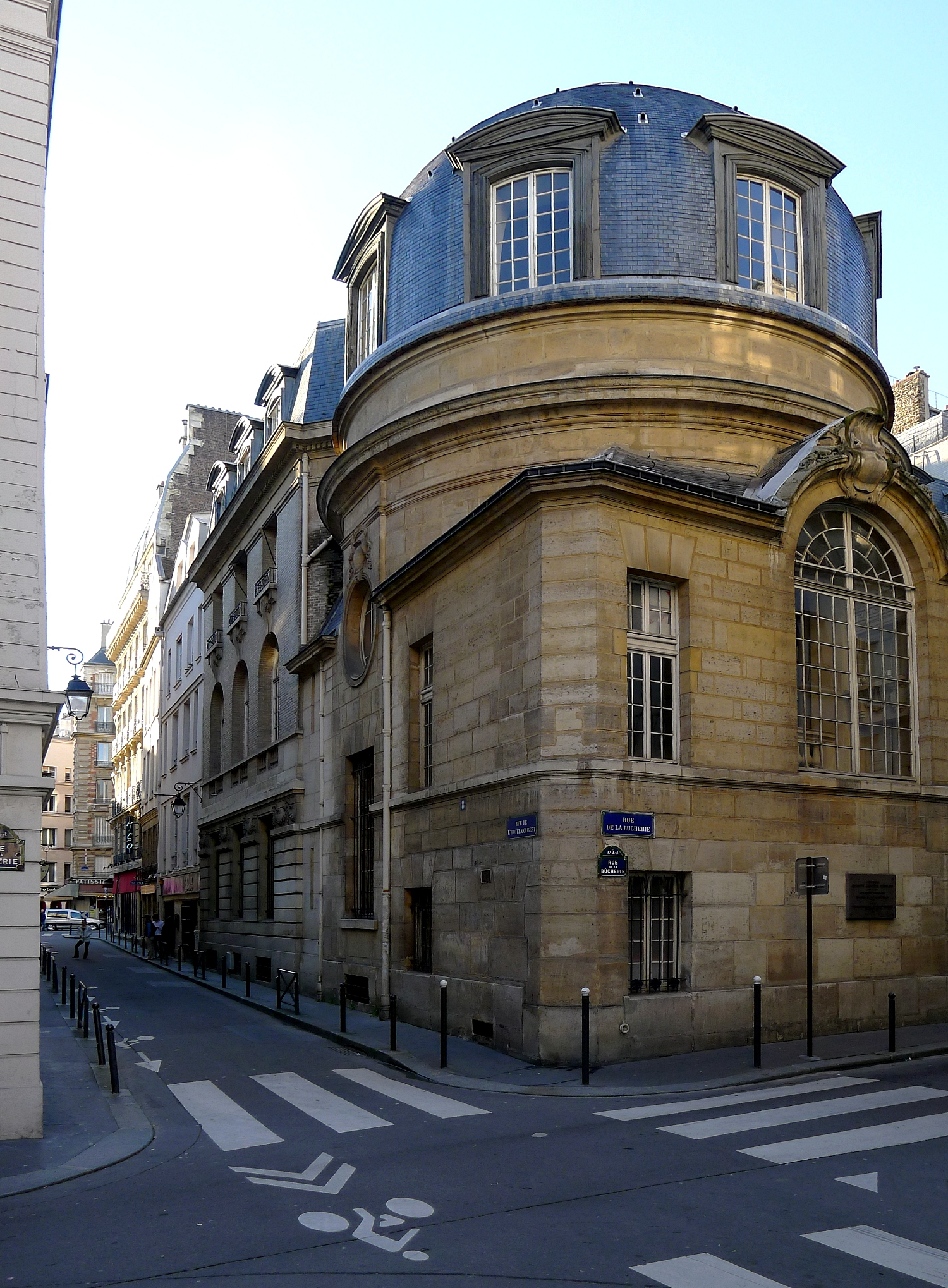
La Maison des Étudiants (transformation de 1909) en 2011.
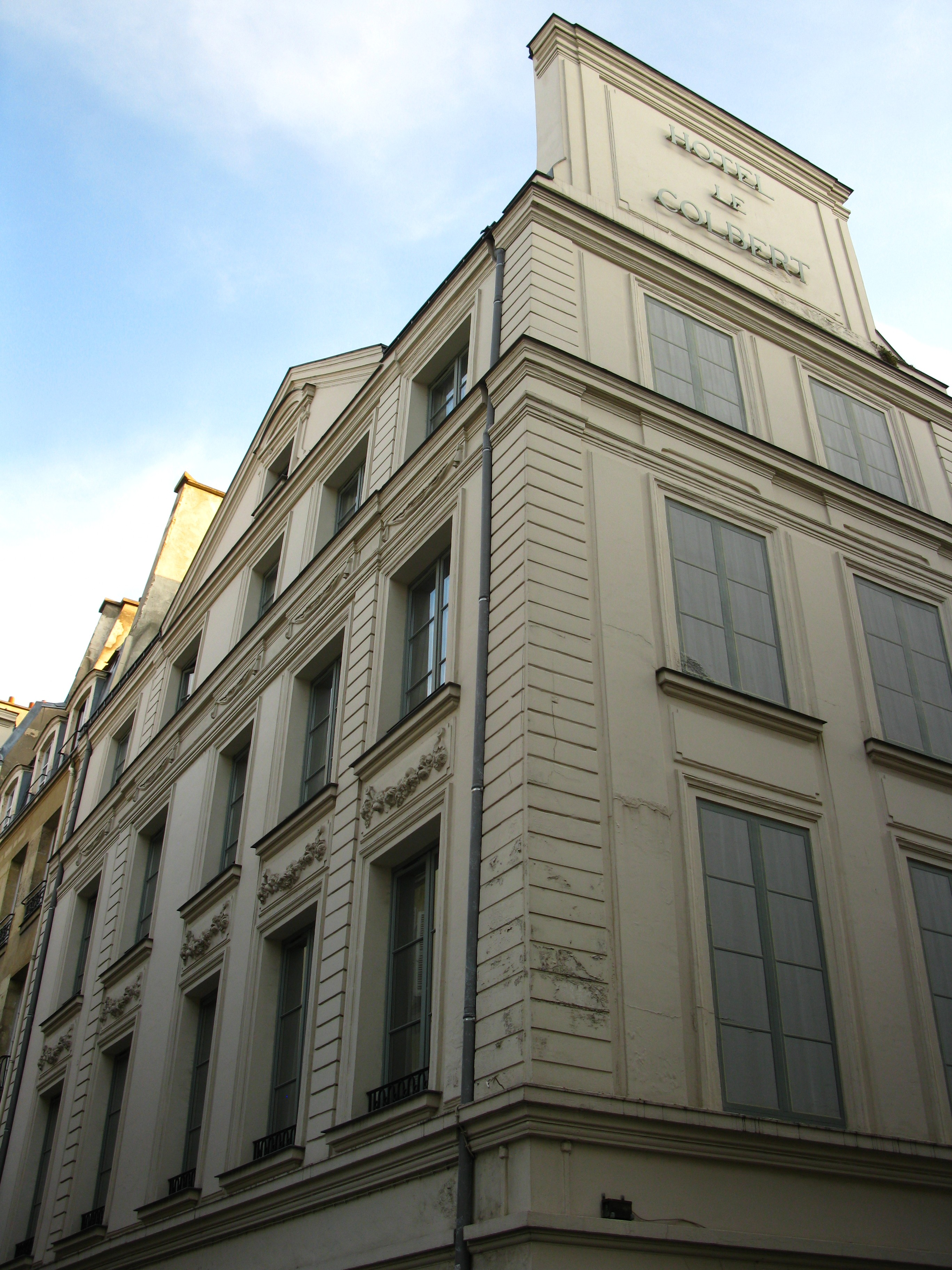
Détail des façades de l'hôtel Colbert en 2011.
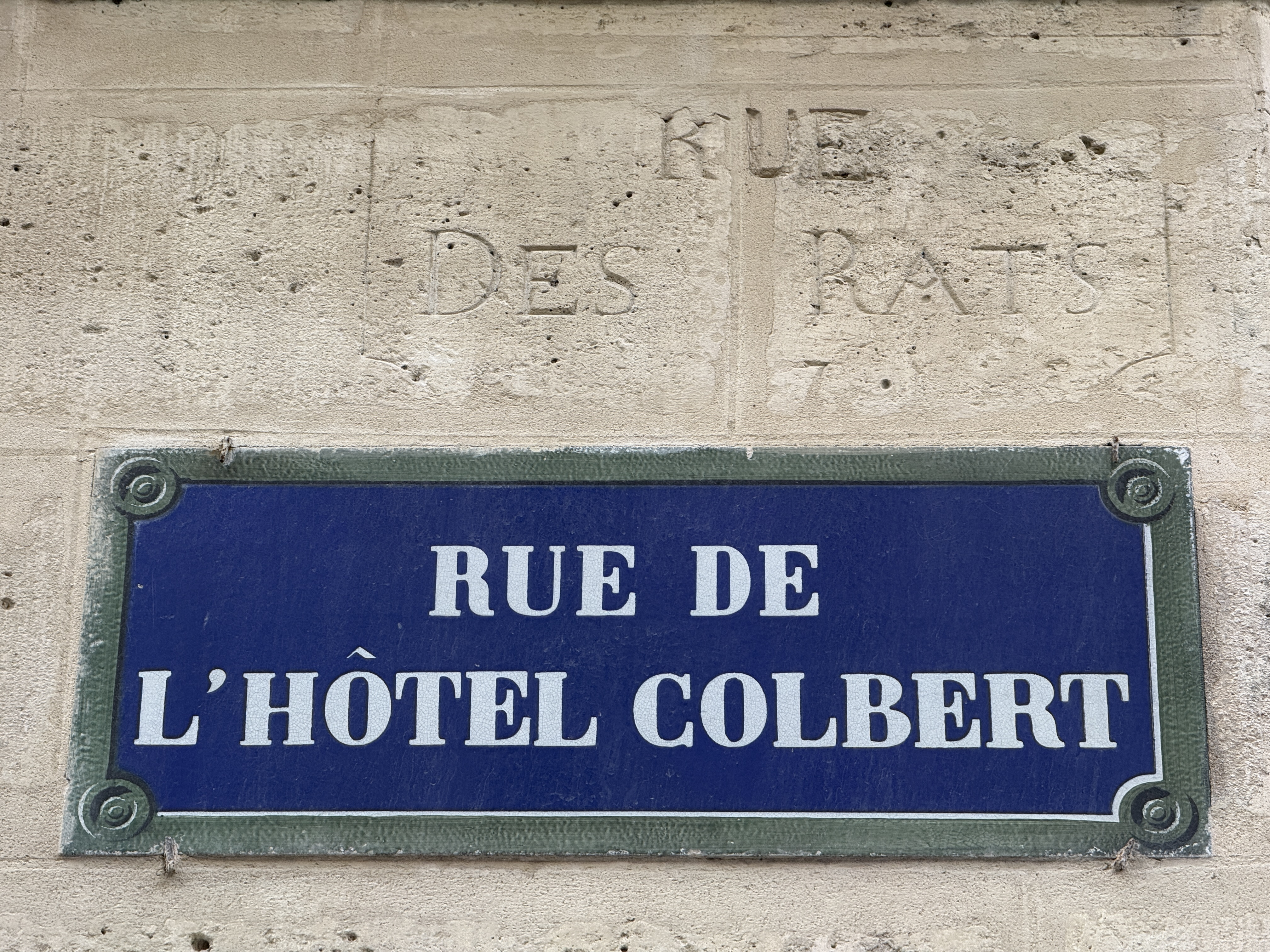
Inscription portant l’ancien nom de la rue : rue des Rats.